# Ciser
A Ciser é uma empresa brasileira fundada em 1959, na cidade de Joinville, Santa Catarina, por Carlos Frederico Adolfo Schneider. Inicialmente, a empresa tinha apenas quatro funcionários, mas hoje é reconhecida como a maior fabricante de fixadores da América Latina.
Com uma capacidade de produção de 9,1 mil toneladas por mês, a Ciser atende mais de 25 países em segmentos como  construção civil, agronegócio, automotivo, moveleiro e eletrônica, oferecendo produtos como parafusos, porcas, arruelas, hastes, barras, aplicadores manuais, adesivos, selantes, entre outros.
Atualmente, a empresa conta com seis unidades e mais de 2 mil colaboradores nas suas seis unidades: CDC e sede administrativa em Joinville (SC), Araquari (SC) e Sarzedo (MG) no Brasil, além das filiais na China e no Peru.

## Histórico

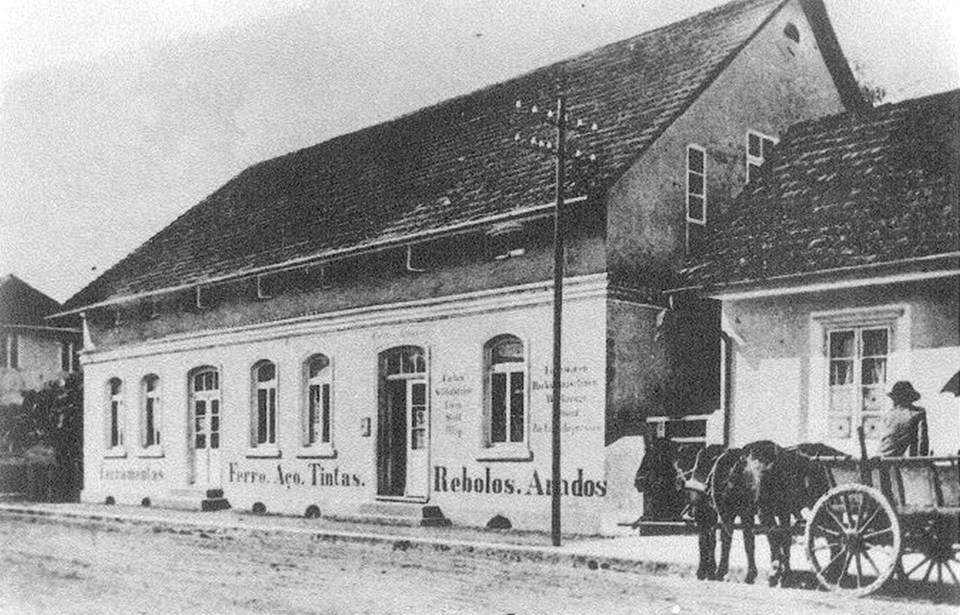
A Casa do Aço funcionou como uma importante loja de ferragens e ferramentas.

### Fundação
A Ciser foi fundada em 1959 por Carlos Frederico Adolfo Schneider, na cidade de Joinville (SC), e esteve entre as pioneiras em seu ramo no Brasil. A empresa foi uma evolução da Casa do Aço, loja de ferragens e ferramentas que a família Schneider possuía desde 1881, quando Karl Schneider chegou da Alemanha e abriu o pequeno comércio.
No início, a Ciser tinha apenas quatro funcionários e uma produção diária de 2.500 peças. Já em 1983, iniciou o Projeto Preservação das Nascentes do Rio Quiriri, que hoje protege uma área de mais de 6,5 mil hectares de Mata Atlântica.
Em 1997, uma nova filial foi aberta em Nova Lima (MG). Já em 1998 foi inaugurado o Centro de Distribuição (CDC) em Joinville (SC), com a capacidade de armazenar mais de 8 mil toneladas de produtos. Dez anos depois, em 2008, foi inaugurada a Ciser Automotive, em Sarzedo (MG), com foco no mercado automotivo.
Em 2016, foi aberta a nova fábrica em Araquari (SC), com uma estrutura de produção totalmente modernizada.
A matriz da Ciser está localizada em Joinville (SC), a mesma cidade em que foi fundada. Além de sede administrativa, comporta também o prédio da antiga fábrica. A empresa também conta com um Centro de Distribuição na China, uma unidade no Peru e outra nos Estados Unidos.

### Grupo H. Carlos Schneider
O Grupo H. Carlos Schneider originou-se da Casa do Aço, aberta em 1881. Em 1959, iniciou a fabricação de parafusos e porcas, marcando a data oficial de início das atividades da Ciser. Atualmente, o Grupo HCS reúne sete empresas que atuam em diferentes frentes industriais: Ciser, Ciser Automotive, Hacasa Empreendimentos Imobiliários, Intercargo Transportes, RBE Energia, FCF Fixadores e Agropecuária Parati. Também conta com um centro de inovação próprio, o Hub #Colmeia, e um instituto voltado a atividades sociais, ambientais e de pesquisa e desenvolvimento, o Instituto ITHIO.

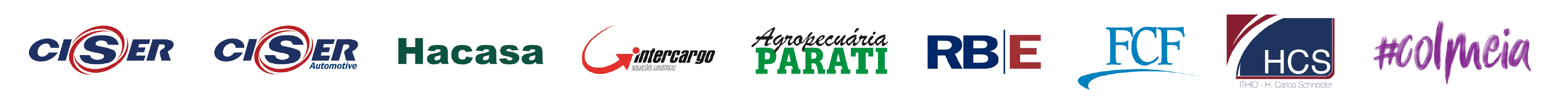
Empresas do Grupo H. Carlos Schneider.

## Identidade da empresa

### A marca
O nome Ciser vem da contração da razão social da empresa: Companhia Industrial H. Carlos Schneider. A letra “S”, centralizada na marca, refere-se à inicial de Schneider, sobrenome do fundador e seus sucessores, que vêm gerenciando o negócio ao longo dos anos.
A Ciser oferece soluções completas em fixação, sendo o carro-chefe da empresa os parafusos e as porcas, acompanhando diversos segmentos de mercado: agrícola, automotivo, construção civil, eletroeletrônico, energia solar, estruturas metálicas, hidráulico, moveleiro, indústrias em geral, além de revendas e materiais de construção, chegando até os prestadores de serviço e o consumidor final.

## Ciser Automotive
A Ciser Automotive pertence ao Grupo H. Carlos Schneider, junto à Ciser, e é especializada no setor automotivo. Fundada em 2008, em Sarzedo (MG), atua na fabricação de parafusos, porcas e fixadores especiais de alta performance e personalizados sob demanda.
Os produtos ofertados para o segmento automotivo seguem as mais rigorosas especificações e padrões de normas internacionais, atendendo as exigências de níveis de qualidades superiores, permitindo montagens eficientes e seguras para toda a cadeia de montadoras e sistemistas.

## Principais produtos
FIXADORES: parafusos, arruelas, porcas, buchas, rebites, brocas  e chumbadores para aplicações diversas;
ENERGIA SOLAR: hastes e fixadores com tecnologia especial para instalação de painéis solares;
QUÍMICOS: selantes, adesivos instantâneos e anaeróbicos, desengripante, desengraxante, silicone aerossol, limpa contato, grafite spray, graxa adesiva, antirrespingo, espuma expansiva e tintas spray;
VEDA ROSCA: fitas de fácil aplicação para vedação de juntas roscáveis, tubos soldáveis e materiais hidráulicos;
APLICADORES MANUAIS E PNEUMÁTICOS: rebitadores pneumáticos para porca rebite, rebitador manual para rebite de repuxo e porca rebite, aplicador pneumático e manual para adesivos e silicones;
MATERIAIS DE PROCESSAMENTO: discos de corte (abrasivos), desbaste, diamantados e de serra, brocas e folhas de lixas;
CONEXÕES: linha de mangueiras e conexões hidráulicas e industriais Ciser by Axxionflex;
FERRAMENTAS MANUAIS: martelos, alicates, chaves, estiletes e soquetes Ciser by WorkPro.

## Responsabilidade socioambiental
A Ciser faz parte do Movimento Nacional ODS Santa Catarina, de adesão aos Objetivos de Desenvolvimento Sustentável da Agenda 2030 da ONU. De acordo com o site, a empresa está envolvida em diversas ações de responsabilidade socioambiental:
Cerrado em Conselheiro Mata: preservação de 11,5 mil hectares do Cerrado em Conselheiro Mata (MG);
Parque Ambiental Guará: recuperação de 80 mil m² de Mata Atlântica, habitat do Guará, ave típica da região;
Reserva do Quiriri: preservação de 9 mil hectares de Mata Atlântica;
Rio da Prata: preservação de 3 mil hectares de Mata Atlântica;
Eficiência energética: instalação de inversores integrados com a produção, reduzindo o consumo de energia nos processos de fabricação da empresa;
Uso consciente de água: aproveitamento de água da chuva e tratamento de águas residuais nos processos produtivos da empresa;
Redução de CO2: por meio do reaproveitamento de óleo de têmpera na produção e um sistema de exaustão que coleta os gases poluentes gerados durante os processos de fabricação para tratamento em lavadores de gases.

## Inovação
A empresa atualiza seu portfólio de produtos e processos produtivos constantemente, além de possuir um centro de inovação próprio, voltado à conexão com startups, universidades e corporações, com foco no desenvolvimento de projetos inovadores.
O Hub #Colmeia é o primeiro hub de inovação do Brasil a conquistar a ISO 56002, norma internacional que estabelece diretrizes para implementar o sistema de gestão de inovação. Menos de dez empresas no país possuíam essa mesma certificação quando o #Colmeia foi o primeiro hub a conseguir o certificado, em junho de 2022.

## Reputação corporativa
2000: Empresa Cidadã pela ADVB/SC Associação dos Dirigentes de Vendas do Brasil, premiada na categoria Desenvolvimento Cultural;
2001: Empresa Cidadã – Empresa Cidadã pela ADVB/SC Associação dos Dirigentes de Vendas do Brasil, premiada na categoria Preservação Ambiental;
2001: Personalidade Ambiental do Sul do País - Carlos Frederico Adolfo Schneider, pela Revista Expressão;
2002: Destaque Superecologia na categoria “Água”, pela Revista Superinteressante;
2002: Cidadania Brasil de Exportação, pela Câmara de Comércio Árabe Brasileira;
2005: Prêmio Fritz Müller - principal reconhecimento ambiental do estado de Santa Catarina;
2005: Grandes & Líderes - destaque entre as 100 maiores empresas de Santa Catarina, pela Revista Amanhã;
2008: Prêmio Destaque RH - Emerson Wilson Branco, pela Revista Gestão & RH.;
2009: Destaque 150 Melhores Empresas para Você Trabalhar no Brasil, pela Revista Exame e Revista Você S.A.;
2009: Prêmio CNI/FIESC - Vencedora da 20ª edição. Em conjunto com outras empresas, representam Santa Catarina na etapa nacional;
2011: 1º lugar NEI Top Five, nas categorias “Parafuso” e “Elementos de Fixação”;
2012: Prêmio Aprendizagem Cidadã, pelo Senai/SC;
2013: Prêmio Ser Humano - Categoria “Projetos Socioambientais”, pela Associação Brasileira de Recursos Humanos (ABRH);
2013: Prêmio Campeãs da Inovação, pela Revista Amanhã;
2014: Prêmio Campeãs da Inovação, pela Revista Amanhã;
2015: 2º lugar no Prêmio de Inovação de Joinville - projeto Parafuso Inteligente, pelo Conselho Municipal de Ciência, Tecnologia e Inovação (COMCITI);
2015: Prêmio Nacional de Inovação - CNI;
2016: Empresa Campeã de Inovação, pela Revista Amanhã;
2017: Mérito Industrial - Carlos Frederico Adolfo Schneider, pela FIESC;
2018: Prêmio Fritz Muller - categoria “Gestão Ambiental”, projeto "Refugo 0: fixando sustentabilidade”, na categoria “Resíduos Sólidos";
2018: Prêmio Melhor Produto do ano - Categoria “Parafuso”, pela Revista Revenda e Construção;
2018: Prêmio Expressão de Ecologia - Projeto “Gestão Sustentável de Resíduos Sólidos”, na categoria “Gestão Ambiental”;
2018: Prêmio Ser Humano - Gestão e Pessoas Sustentabilidade, pelo projeto “Gestão de Resíduos Sólidos”;
2018: Prêmio Personalidade RH - Leandro José Soares, gerente de Gestão e Pessoas da Ciser, recebeu o prêmio pelas  melhores práticas em gestão de pessoas e recursos humanos;
2019: Prêmio Fritz Muller - categoria Gestão Ambiental, projeto “Reaproveitamento de óleo de têmpera”;
2019: Empresa Campeã de Inovação - mais inovadora do sul do país no segmento Metalurgia, pela Revista Amanhã;
2020: Prêmio Top of Mind - Top 10 categoria “Parafusos e Buchas”, pelas Revista Revenda;
2020: 1º lugar NEI Top Five, nas categorias “Parafuso” e “Elementos de Fixação”;
2020: Empresa Campeã de Inovação, pela Revista Amanhã;
2020: 1º lugar no Prêmio Stemmer de Inovação Catarinense - Categoria “Sustentabilidade”, projeto de Reaproveitamento do Óleo de Têmpera;
2021: Empresa Campeã de Inovação - uma das 50 mais inovadoras do Sul do Brasil, pela Revista Amanhã;
2021: Prêmio Top of Mind - vencedora da categoria "Parafusos", pela Revista Revenda;
2021: Prêmio Catarinense de Ideias de Melhorias - vencedora na categoria “Excelência Lean”;
2022: Prêmio Top of Mind - vencedora da categoria "Parafusos", pela Revista Revenda;
2022: Prêmio Inovação Catarinense | Professor Caspar Erich Stemmer (2º lugar) - categoria "Produto Inovador", modalidade Design Industrial;
2022: Prêmio Valor Inovação Brasil - categoria “Materiais de Construção”, pela Strategy& e Jornal Valor Econômico;
2022: Prêmio “500 maiores do sul do Brasil”, pela Revista Amanhã.